# 弓背蚁兽首亚属
弓背蚁獸首亚属（学名：Myrmosaulus，英文：Monster-head Carpenter Ants 怪獸头木匠蚁）又稱麝香亚属，最早被蚁友翻譯为怪头亚属。是弓背蚁属之下的一个亚属，由Wheeler于1921年描述。

## 描述

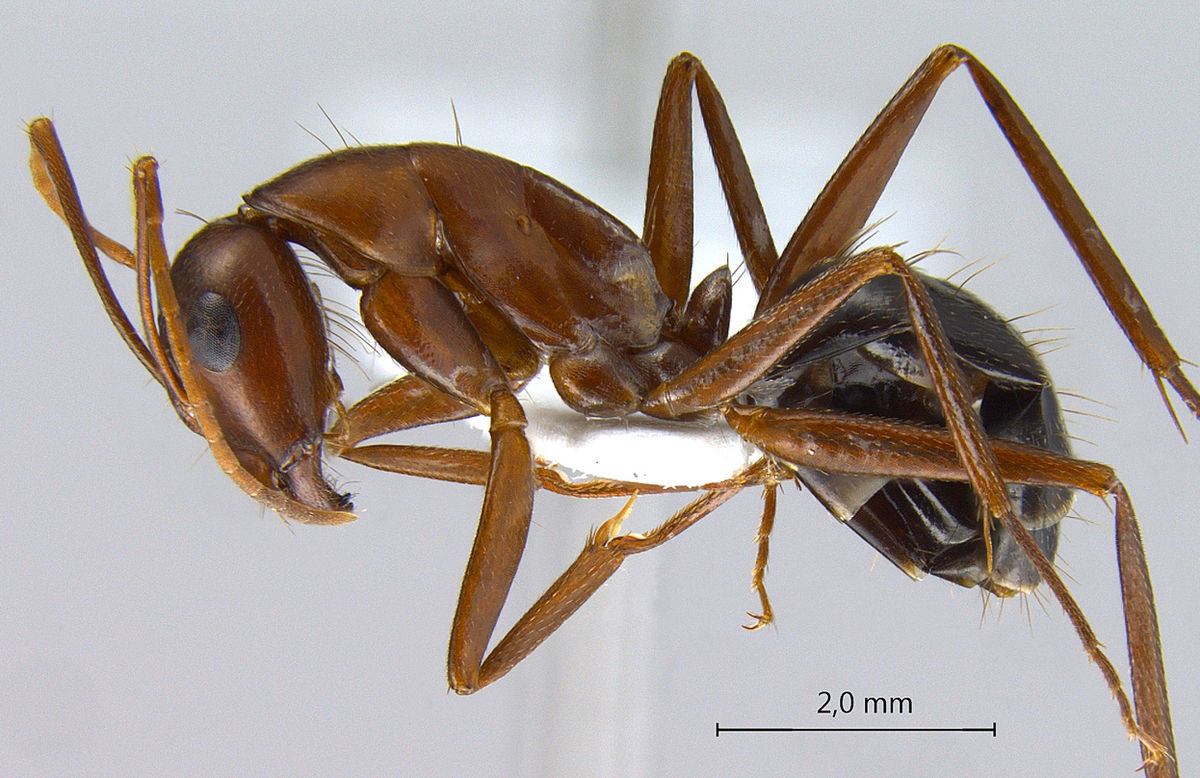
突厥弓背蚁（胸部曲面流暢无凹凸）

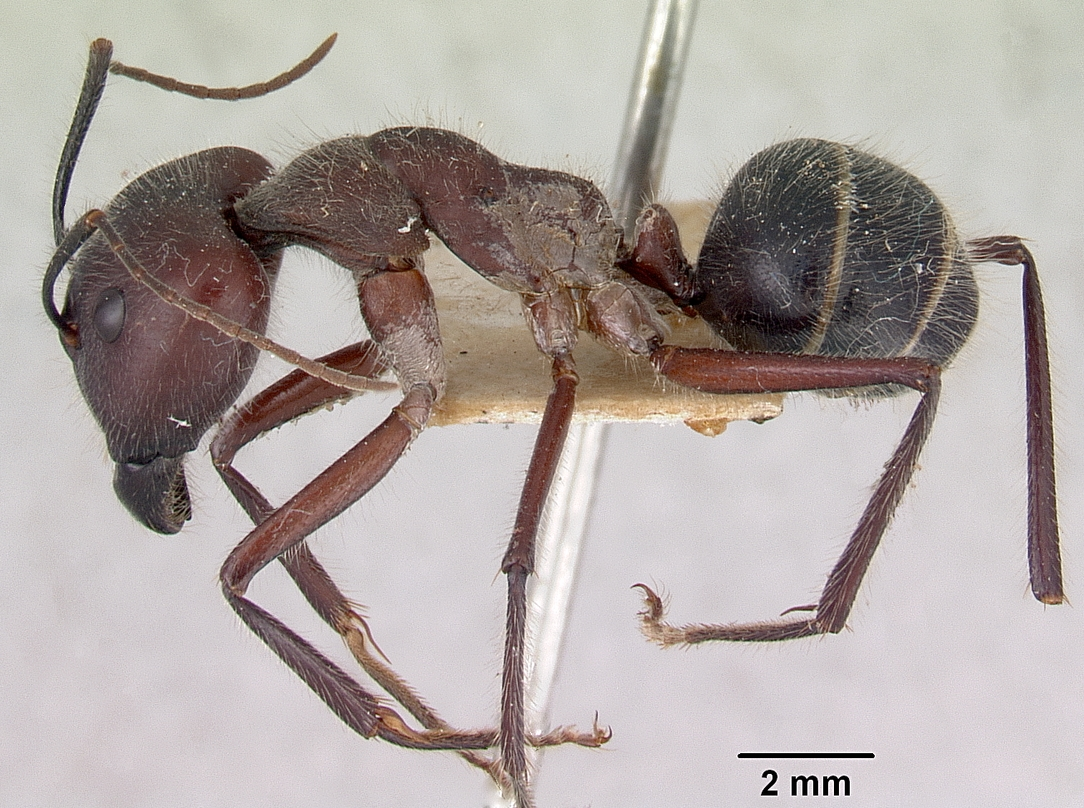
无畏弓背蚁（中并胸腹节縫凹入；并胸腹节凸起）

该亚属蚁种体型普遍在中型至大型；二态性明显。 头部侧缘圆润，后缘凹陷；小工的头有侧缘笔直或圆形，后缘凸起或尖状（导弹形），而一些物种的末端具细頸，如巨人恐蚁（Dinomyrmex gigas）和一些弓背蚁细瘦亚属（Tanaemyrmex）亚属的物种。脣基呈矩形或圆形叶，类似细瘦亚属。颚具有6-8个小齿；小齿有时沿颚基缘出现。觸角柄节略长于后头缘，即使在大型工蚁的品级中也是如此。在工蚁中，胸部背侧呈圆形；中并胸腹节縫微凹陷；并胸腹节以圆形凸起；呼吸孔在胸部侧面明显。腹柄节一节。觸角柄节和胫节有细小的白色毛（除了金环弓背蚁 C. aurocinctus）。

### 特点
该亚属的大部分工蚁的中并胸腹节在与并胸腹节之间都会有凹陷，且并胸腹节后部微凸起。（除了贝茨弓背蚁 Camponotus batesii） 部分物种的大型工蚁的头部具有极度特化现象。

## 下属物种

### 现生种
该亚属包括以下有效14種；3亚种：

#### 亞洲物種
- 金腹弓背蚁 Camponotus auriventris Emery, 1889 [3]
- 驼色弓背蚁 Camponotus camelinus (Smith, F., 1857)
- 丝毛弓背蚁 Camponotus holosericeus Emery, 1889 中华弓背蚁
- 红头弓背蚁 Camponotus singularis (Smith, F., 1858) [4]
  - 红斑弓背蚁 Camponotus singularis rufomaculatus Donisthorpe, 1941 赤斑弓背蚁 [5]

#### 非洲物種
- 贝茨弓背蚁 Camponotus batesii Forel, 1895 [6]

#### 大洋洲物种
- Camponotus arenatus Shattuck & McArthur, 2002
- 金环弓背蚁 Camponotus aurocinctus (Smith, F., 1858) [7]
- 无畏弓背蚁 Camponotus intrepidus (Kirby, W., 1819) 勇敢弓背蚁
  - 无畏弓背蚁好鬥亚种 Camponotus intrepidus bellicosus Forel, 1902
- Camponotus leae Wheeler, W.M., 1915
- 獒弓背蚁 Camponotus molossus Forel, 1907 莫罗索斯弓背蚁
- 毛腹弓背蚁 Camponotus piliventris (Smith, F., 1858)
- 满绒弓背蚁 Camponotus suffusus (Smith, F., 1858) [8]
  - 满绒弓背蚁本迪戈亚种 Camponotus suffusus bendigensis Forel, 1902 [9]
- Camponotus versicolor Clark, 1930
- 怀特弓背蚁 Camponotus whitei Wheeler, W.M., 1915

### 未定种
于爪哇发现一种具丝毛配色的獸首亚属物種，但在形狀和比例上與丝毛弓背蚁并不接近，反而更类似红头弓背蚁。由于其特殊性，因此有可能是个新种或亚种，蚁友暫且將其稱爲“爪哇sp.”。